# Epimela
Epimela es un género de insecto coleóptero de la familia Chrysomelidae.

## Especies
Las especies de este género son:
- Epimela minuta Medvedev, 2003
- Epimela nepalensis Takizawa, 1987
- Epimela Paraepimelazaitzevi Medvedev, 1984
- Epimela tristis Medvedev, 2003